# Louis King (basket-ball)
Pour les articles homonymes, voir Louis King et King.
Louis D'ajon King, né le 6 avril 1999 à Jersey City dans le New Jersey, est un joueur américain de basket-ball évoluant au poste d'ailier et mesurant 2,01 m.

## Biographie

### Carrière universitaire
Durant l'année 2018-2019, il joue pour les Ducks de l'Oregon à l'université d'Oregon.

### Carrière professionnelle

#### Pistons de Détroit (2019-2020)
Le 20 juin 2019, il n'est pas sélectionné lors de la draft 2019 de la NBA. Bien que non drafté, il signe, le 24 juin 2019, un contrat two-way avec les Pistons de Détroit pour la saison à venir. Il passe la majeure partie de la saison avec le Drive de Grand Rapids, l'équipe de G-League affiliée aux Pistons.
Le 2 décembre 2020, il signe à nouveau un contrat two-way avec les Pistons de Détroit. Il est licencié le 14 décembre 2020.

#### Kings de Sacramento (2021-février 2022)
Le 1er mai 2021, il s'engage avec les Kings de Sacramento sous la forme d'un contrat two-way. Il est coupé le 18 février 2022.

#### 76ers de Philadelphie (décembre 2022-avril 2023)
Fin décembre 2022, il fait son retour en NBA en signant un contrat two-way avec les 76ers de Philadelphie.

## Statistiques

### Universitaires
| Saison    | Équipe | Matchs | Titul. | Min./m | % Tir | % 3pts | % LF | Rbds/m. | Pass/m. | Int/m. | Ctr/m. | Pts/m. |
| --------- | ------ | ------ | ------ | ------ | ----- | ------ | ---- | ------- | ------- | ------ | ------ | ------ |
| 2018-2019 | Oregon | 31     | 28     | 30,4   | 43,5  | 38,6   | 78,5 | 5,52    | 1,29    | 0,87   | 0,23   | 13,45  |
| Total     | Total  | 31     | 28     | 30,4   | 43,5  | 38,6   | 78,5 | 5,52    | 1,29    | 0,87   | 0,23   | 13,45  |

### Professionnelles

#### Saison régulière NBA
| Saison    | Équipe  | Matchs | Titul. | Min./m | % Tir | % 3pts | % LF | Rbds/m. | Pass/m. | Int/m. | Ctr/m. | Pts/m. |
| --------- | ------- | ------ | ------ | ------ | ----- | ------ | ---- | ------- | ------- | ------ | ------ | ------ |
| 2019-2020 | Détroit | 10     | 0      | 6,2    | 38,1  | 36,4   | 0,0  | 1,00    | 0,50    | 0,20   | 0,00   | 2,00   |
| Total     | Total   | 10     | 0      | 6,2    | 38,1  | 36,4   | 0,0  | 1,00    | 0,50    | 0,20   | 0,00   | 2,00   |

Mise à jour le 12 mars 2020

#### Saison régulière G League
| Saison    | Équipe       | Matchs | Titul. | Min./m | % Tir | % 3pts | % LF | Rbds/m. | Pass/m. | Int/m. | Ctr/m. | Pts/m. |
| --------- | ------------ | ------ | ------ | ------ | ----- | ------ | ---- | ------- | ------- | ------ | ------ | ------ |
| 2019-2020 | Grand Rapids | 31     | 22     | 28,5   | 42,0  | 33,3   | 80,8 | 5,39    | 2,84    | 1,26   | 0,45   | 14,97  |
| Total     | Total        | 31     | 22     | 28,5   | 42,0  | 33,3   | 80,8 | 5,39    | 2,84    | 1,26   | 0,45   | 14,97  |

Mise à jour le 12 mars 2020

## Records sur une rencontre en NBA
Les records personnels de Louis King en NBA sont les suivants, :
| Type de statistique        | Saison régulière | Saison régulière       | Saison régulière |
| Type de statistique        | Record           | Adversaire             | Date             |
| -------------------------- | ---------------- | ---------------------- | ---------------- |
| Points                     | 27               | @ Grizzlies de Memphis | 14 mai 2021      |
| Paniers marqués            | 10               | @ Grizzlies de Memphis | 14 mai 2021      |
| Paniers tentés             | 16               | @ Grizzlies de Memphis | 14 mai 2021      |
| Paniers à 3 points réussis | 2                | 2 fois                 | 2 fois           |
| Paniers à 3 points tentés  | 5                | @ Grizzlies de Memphis | 14 mai 2021      |
| Lancers francs réussis     | 5                | @ Grizzlies de Memphis | 14 mai 2021      |
| Lancers francs tentés      | 5                | @ Grizzlies de Memphis | 14 mai 2021      |
| Rebonds offensifs          | 4                | @ Grizzlies de Memphis | 14 mai 2021      |
| Rebonds défensifs          | 5                | @ Grizzlies de Memphis | 14 mai 2021      |
| Rebonds totaux             | 9                | @ Grizzlies de Memphis | 14 mai 2021      |
| Passes décisives           | 3                | 3 fois                 | 3 fois           |
| Interceptions              | 3                | 2 fois                 | 2 fois           |
| Contres                    | 2                | @ Grizzlies de Memphis | 14 mai 2021      |
| Balles perdues             | 2                | Jazz de l'Utah         | 16 mai 2021      |
| Minutes jouées             | 34               | @ Grizzlies de Memphis | 14 mai 2021      |

- Double-double : 0
- Triple-double : 0

Dernière mise à jour : 27 juin 2021